# Zach Parise
Zachary „Zach“ Justin Parise (* 28. Juli 1984 in Minneapolis, Minnesota) ist ein ehemaliger US-amerikanischer Eishockeyspieler. Zwischen 2005 und 2024 bestritt der linke Flügelstürmer über 1200 Partien in der National Hockey League (NHL), den Großteil davon für die New Jersey Devils und die Minnesota Wild, bevor er seine Karriere bei den New York Islanders und der Colorado Avalanche ausklingen ließ. Mit den Devils, die er auch als Kapitän anführte, erreichte er in den Playoffs 2012 das Endspiel um den Stanley Cup, unterlag dort allerdings den Los Angeles Kings. Auf internationaler Ebene vertrat er die Nationalmannschaft der USA bei zahlreichen Turnieren, unter anderem den Olympischen Winterspielen 2010, bei denen er mit dem Team die Silbermedaille gewann und selbst ins All-Star-Team des Turniers gewählt wurde. Sein Vater Jean-Paul Parisé und sein älterer Bruder Jordan Parise waren ebenfalls professionelle Eishockeyspieler.

## Karriere

### Anfänge im Junioren- und Collegebereich
Parise spielte zunächst von 2000 bis 2002 für die Eishockeymannschaft der Shattuck St. Mary’s im High-School-Ligensystem der Vereinigten Staaten. Im Anschluss stand er zwei Saisonen für die Eishockeymannschaft der University of North Dakota in der National Collegiate Athletic Association auf dem Eis. Durch gute Leistungen machte Parise auf sich aufmerksam und wurde von den New Jersey Devils beim NHL Entry Draft 2003 in der ersten Runde als 17. ausgewählt. Er blieb ein weiteres Jahr in North Dakota und gewann mit dem US-amerikanischen U20-Team Gold bei der U20-Junioren-Weltmeisterschaft 2004.

### New Jersey Devils (2004–2012)

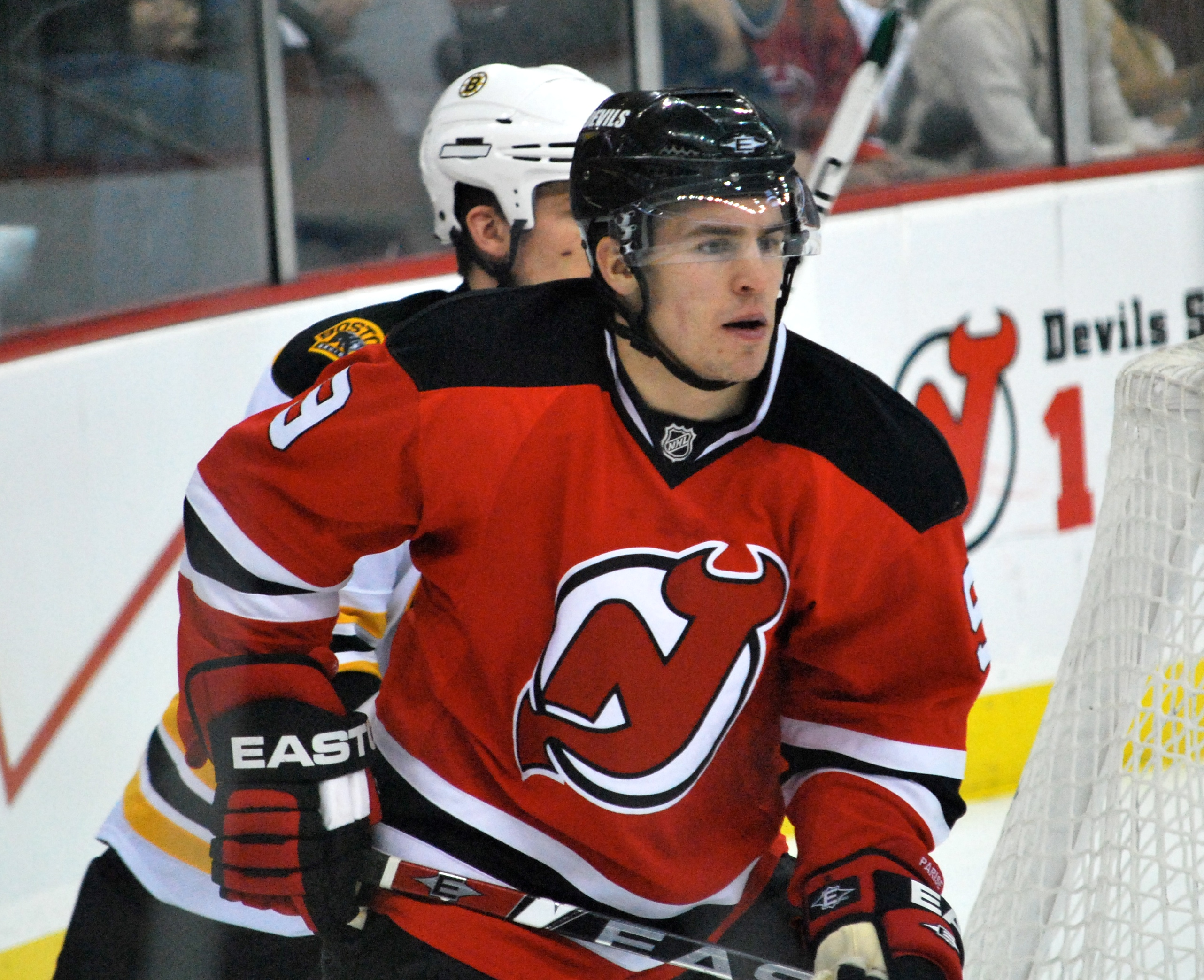
Parise im Trikot der Devils

2004 holten ihn die Devils in ihr Farmteam zu den Albany River Rats in die AHL, da die NHL-Saison streikbedingt abgesagt wurde. Ab der Saison 2005/06 spielte er in der NHL für New Jersey, wo ihm bei seinem Debüt in der NHL unmittelbar der erste Torerfolg im Trikot der Devils gelang. Nach einer soliden ersten Spielzeit konnte Parise seine Leistungen in der darauf folgenden Saison deutlich steigern und übertraf bereits zur Hälfte der Saison seine Vorjahresstatistik von 32 Scorerpunkten, woraufhin man seinen Vertrag im August 2007 um vier Jahre verlängerte. Darüber hinaus wurde der US-Amerikaner auch beim 55. National Hockey League All-Star Game für das YoungStars Game nominiert und dort als MVP ausgezeichnet.
Zur Saison 2008/09 wurde Parise zum Assistenzkapitän der Mannschaft ernannt und war mit 45 Toren und 94 Punkten in der regulären Saison der erfolgreichste Scorer des Devils und belegte ligaweit den fünften Platz in der Scorerliste. In Anerkennung seiner Leistung erhielt der Linksschütze die Auszeichnung als wertvollster Spieler der Devils sowie eine Nominierung zum All-Star Game 2009. Die darauffolgende Spielzeit verlief für den Angreifer in persönlicher Hinsicht weniger erfolgreich, trotz guter Scorerwerte erlebte er zwischenzeitlich ein Leistungstief mit 12 aufeinanderfolgenden Partien ohne Torbeteiligung. Trotzdem wurde Parise nach dem Ausscheiden der Devils in der ersten Play-off-Runde zum zweiten Mal infolge zum wertvollsten Spieler seiner Mannschaft gewählt.
Im November 2010 unterzog sich Parise einer Meniskusoperation und drohte zunächst für den Rest der verbleibenden Saison 2010/11 auszufallen, konnte jedoch aufgrund eines guten Heilungsverlaufes bereits im April 2011 wieder ins aktive Spielgeschehen eingreifen. Im Sommer 2011 einigten sich Parise und die Devils auf eine einjährige Vertragsverlängerung, zudem ernannte man ihn zur Spielzeit 2011/12 zum neuen Mannschaftskapitän. In dieser Rolle war der US-Amerikaner maßgeblich an der erfolgreichen Saison der Devils beteiligt und führte das Team bis ins Finale des Stanley Cups, wo man den Los Angeles Kings unterlag.

### Minnesota Wild (2012–2021)
Nachdem Parise nach der Saison den Status eines Unrestricted Free Agent hatte, unterzeichnete er im Sommer 2012, ebenso wie Ryan Suter, einen Vertrag über 13 Jahre bei den Minnesota Wild und wurde unmittelbar zu einem der Assistenzkapitäne der Mannschaft ernannt. Mit einem Gesamtvolumen von 98 Millionen US-Dollar gehörten beide Verträge zu den längsten und höchstdotierten der NHL-Geschichte. In der durch den Lockout verkürzten Saison 2012/13 war der US-Amerikaner mit 38 Scorerpunkten der offensivstärkste Akteur der Wild, konnte jedoch das Ausscheiden des Teams in der ersten Runde der Play-offs gegen die Chicago Blackhawks nicht verhindern. Im März 2014 kehrte Parise mit den Wild erstmals an seine frühere Wirkungsstätte nach New Jersey zurück und wurde in der Partie gegen die Devils bei jeder Puckberührung ausgebuht.
Im Februar 2020 bestritt Parise sein insgesamt 1000. Spiel der regulären Saison in der NHL. Nach der Saison 2020/21 wurden ihm, ebenfalls gemeinsam mit Ryan Suter, seine verbleibenden vier Vertragsjahre ausbezahlt (buy-out), sodass er sich als Free Agent auf der Suche nach einem neuen Arbeitgeber befand. Er verließ Minnesota nach 558 absolvierten Partien sowie 400 Punkten, was ihn zu diesem Zeitpunkt zum drittbesten Scorer der Franchise-Geschichte nach Mikko Koivu (709) und Marián Gáborík (437) machte.

### New York und Colorado (2021–2024)
Im September 2021 unterzeichnete der 37-Jährige einen Vertrag bei den New York Islanders. In seiner ersten Saison auf Long Island erzielte er 35 Scorerpunkte, davon 15 Tore. Im März 2022 verlängerte er seinen Vertrag um ein weiteres Jahr. Im Spiel gegen die Columbus Blue Jackets am 24. März 2023 erzielte er sein 20. Saisontor der Spielzeit 2022/23, womit er zusammen mit seinem Vater Jean-Paul – nach Ken Hodge und Ken Hodge junior, Peter und Paul Stastny, sowie Greg und Ryan Malone – zum vierten Vater-Sohn-Duo in der NHL aufstieg, das 20 oder mehr Treffer innerhalb einer Saison für dasselbe Franchise schossen. Nach der Saison 2022/23 wurde sein auslaufender Vertrag in New York nicht verlängert.
Erst im Januar 2024 fand er in der Colorado Avalanche einen neuen Arbeitgeber, die ihn mit einem Vertrag bis zum Ende der Spielzeit 2023/24 ausstatteten. Anschließend beendete er seine aktive Karriere, in der der Angreifer 1254 NHL-Partien bestritten und dabei 889 Punkte verzeichnet hatte.

### International
Sein Debüt auf internationaler Ebene gab Parise bei der Weltmeisterschaft der U18-Junioren 2002 und gewann mit der US-amerikanischen Nationalmannschaft die Goldmedaille. 2004 stand er im Kader für die U20-Weltmeisterschaft und erzielte beim Turniergewinn seiner Mannschaft insgesamt fünf Tore sowie sechs Vorlagen, was ihm die Auszeichnungen als wertvollster Spieler des Wettbewerbs einbrachte. Bei der Weltmeisterschaft 2005 spielte der Angreifer erstmals für die A-Nationalmannschaft, schied jedoch mit dem Team bereits im Viertelfinale gegen Tschechien aus.
2010 stand Parise im Kader für die Olympischen Winterspiele 2010 und fungierte dabei als einer Assistenzkapitäne der Mannschaft. Nachdem er bereits beim 2:0-Sieg gegen die Schweiz im Viertelfinale beide Tore erzielte, sorgte er 20 Sekunden vor Ende der regulären Spielzeit im Finalspiel gegen Kanada für den Ausgleichstreffer zum 2:2. In der Verlängerung verlor man jedoch durch ein Gegentor von Sidney Crosby und konnte somit lediglich die Silbermedaille erringen. Für die Olympischen Winterspiele 2014 wurde Parise zum Mannschaftskapitän ernannt und erreichte mit dem US-amerikanischen Team den vierten Platz, nachdem man das Spiel um Platz drei gegen Finnland verlor.
Ebenfalls zum Team USA gehörte Parise beim World Cup of Hockey 2016, schied dort jedoch mit der Mannschaft bereits in der Gruppenphase aus.

## Erfolge und Auszeichnungen
| - 2003 WCHA All-Rookie-Team - 2004 WCHA First All-Star-Team - 2004 NCAA West First All-American-Team - 2005 Teilnahme am AHL All-Star Classic | - 2007 Teilnahme am NHL YoungStars Game - 2007 NHL YoungStars Game MVP - 2009 NHL Second All-Star Team - 2009 Teilnahme am NHL All-Star Game |

### International
| - 2002 Goldmedaille bei der U18-Junioren-Weltmeisterschaft - 2004 Goldmedaille bei der U20-Junioren-Weltmeisterschaft - 2004 Bester Vorlagengeber der U20-Junioren-Weltmeisterschaft (gemeinsam mit Brent Burns und Anthony Stewart) | - 2010 Silbermedaille bei den Olympischen Winterspielen - 2010 All-Star-Team der Olympischen Winterspiele |

## Karrierestatistik

### International
Vertrat die USA bei:
| - U18-Junioren-Weltmeisterschaft 2002 - U20-Junioren-Weltmeisterschaft 2003 - U20-Junioren-Weltmeisterschaft 2004 - Weltmeisterschaft 2005 - Weltmeisterschaft 2007 | - Weltmeisterschaft 2008 - Olympische Winterspiele 2010 - Olympische Winterspiele 2014 - World Cup of Hockey 2016 |

(Legende zur Spielerstatistik: Sp oder GP = absolvierte Spiele; T oder G = erzielte Tore; V oder A = erzielte Assists; Pkt oder Pts = erzielte Scorerpunkte; SM oder PIM = erhaltene Strafminuten; +/− = Plus/Minus-Bilanz; PP = erzielte Überzahltore; SH = erzielte Unterzahltore; GW = erzielte Siegtore; 1 Play-downs/Relegation; Kursiv: Statistik nicht vollständig)